# 戦闘漁船
戦闘漁船（Kriegsfischkutter, KFK）は、第二次世界大戦中にドイツ海軍が補助船舶としての運用を想定して設計した、比較的小型のカッター船である。大戦中には沿岸部の哨戒・警備、対潜警戒などの任務に従事したほか、大戦後には掃海艇や漁船としての転用も行われた。

## 歴史

### 民間企業による帝国漁船の開発
1920年、当時の政府主導のもと、「ドイツ漁船団における船舶統一」（Vereinheitlichung der Fahrzeuge der dt. Fischereiflotte）に向けた動きが活発化し始めた。これに基づいて設計された帝国漁船（Reichsfischkutter）は、ドイツロイド船級協会との緊密な協働のもと、A級からK級（12mから24m）までのサブクラスに分割されていた。帝国漁船は主に木製で、民間事業者は帝国貸付（Reichsdarlehen）のもとで安価に発注することができた。また、有事においては海軍に引き渡すこととされていた。
一般的な漁具が搭載されており、引き渡しの後にただちに進水することが可能だった。
戦闘漁船は、1930年代半ばから普及した大型船級であるG級帝国漁船に基づいている。戦時中、こうした漁船やトロール船の徴用は広く行われ、乗組員らもそのまま軍による招集を受けて引き続き船の運用にあたることが多かった。

### 1942年 - 1945年：戦時中の大量発注
1942年、ドイツ海軍は1,072隻の戦闘漁船を発注した。これはドイツの海事史における造船発注の規模として最大のものだった。海軍が発注した戦闘漁船は、ブレーメンのマイヤーフォルム社で設計されたもので、ヨーロッパ7カ国42箇所の造船所が建造を担当した。
中立国スウェーデンの造船所でも、軍事転用可能な船舶だと知らされないまま、戦闘漁船の建造が行われた。この際には、あたかも一般的な漁船のものであるかのように偽装した上で、軍部ではなく食料農業省から発注されていた。こうして漁具を搭載した状態で納入されたKFK 93号からKFK 137号までの戦闘漁船は、バルト海沿岸のドイツの造船所に送られ、改めて海軍での転用に向けた改修が施された。
1942年、戦闘漁船の建造のため、スヴィーネミュンデ東部にて、エルンスト・ブルメステル造船所（Ernst Burmester Schiffswerft KG）が設立された。同社はブレーメン＝ブルクに所在するブルメステル造船所の子会社とされた。およそ411隻の戦闘漁船がここで建造されたが、一部は完成せず作業途中のまま敗戦を迎えている。
そのほか、ギリシャ（12隻）、ブルガリアのヴァルナ（27隻）、ルーマニアのコンスタンツァ（3隻）、ウクライナのヘルソン（12隻）、ベルギーの6箇所の造船所（22隻）、オランダの12箇所の造船所（29隻）、スウェーデンの17箇所の造船所（44隻）で建造が行われた。これらヨーロッパ各地の造船所では、敗戦までに合計143隻が建造された。
海軍の発注のうち、612隻が完成・就役し、このうち554隻が前線に送られた。また、このうち135隻が沈没した。すべての戦闘漁船には、KFK 1号からKFK 1070号までの船番が与えられていたが、これは船名、コードネーム、部隊名、コールサイン、漁業免許番号（Fischereikennzeichen）などとは別のものである。

#### 設計の詳細
KFK 1号からKFK 157号までは、シュピッツガーター（Spitzgatter）という尖った船尾形状を備えていたが、KFK 158号以降はシュピーゲルヘック（Spiegelheck, トランサムスターン）に改められた。
通常、竜骨および舳先はオーク材で、フレームは船舶用鋼材、外板は針葉樹材だった。動力には、建造中に調達が可能だった様々なディーゼルエンジンが用いられた。軍用船舶で一般的だった左回りプロペラのほか、例えばスウェーデンで建造された戦闘漁船では、契約と資材調達の都合から、民生用船舶で用いられる右回りプロペラも用いられた。プロペラの回転方向は操船時の挙動に大きな影響を及ぼすので、この差が多少の運用上の問題を引き起こすこともあった。

#### 仕様
KFK 5号の仕様に基づく
- 建造年：1943年
- 造船所：エーゲ海地域
- 就役：1943年11月12日
- 全長/型幅/喫水：24m / 6.4m / 2.75m
- 総トン数：110t
- 出力：220 HP（スクリュープロペラ1軸）
- 最高速力：9kn
- 武装（任務により変更される）
  - 3.7cm高射砲 x 1
  - 2cm高射機関砲 x 1
  - 高射機関銃 x 2
  - 爆雷
- 乗員：18名

### 1945年 - 1950年代：戦後、民間企業による建造
第二次世界大戦後も、戦闘漁船の同型船は漁船として建造が続けられた。戦後調達型には、旧海軍式のKFKから始まる船番は与えられなかった。

#### 西ドイツ・ブルメステル造船所「ノルト」シリーズ
1945年の敗戦直後、ブルメステル造船所では、スヴィーネミュンデへの配備が想定されていた建造番号2891から2900までの10隻の戦闘漁船の建造作業が再開された。
これらの戦闘漁船は、ブルメステル造船所社長エルンスト・ブルメステルの義理の息子が創業した、ブレーマーハーフェンに所在する水産業者コンパニエ・ノルト社（Fischerei Companie Nord）で漁船として用いるために建造された。同社に所属する漁船は、例えばノルトヴィント（Nordwind, 北風）のように、全てノルト（Nord, 北）から始まる船名が与えられていた。
ノルトシリーズでは、戦時建造型とは異なり、外板にもマツやモミといった針葉樹材ではなくオーク材が用いられた。唯一の上構として操舵室を備える新しい基本設計に基づいており、補助動力として、3つの三角形の帆を備えるケッチ様式のマストが追加されていた。漁業免許番号は、BX 354からBX 363だった。
ノルトシリーズの10隻は1948年に完成したものの、漁船としての運用は行われず、1950年からブルメステル造船所で改修が行われ、近代的なケッチマストを追加したいわゆる旅行艇（Reiseschiffen, レジャー用のボート）へと転用された。朝鮮戦争勃発を背景にソビエト連邦によるドイツ侵攻の可能性が噂されるようになると、これを脱出艇（Fluchtboote）として購入した裕福な西ドイツ市民もあった。連邦海上国境警備隊でも何隻かを購入し、1951年から就役させている。

#### ポーランドにおける建造
終戦後、ポーランドでは残されていた戦闘漁船の部品を用い、様々な後継/類似船舶が建造された。以下にその概要を示す：
1947年から1950年にかけて、ポーランドのシュチェチンおよび周辺地域（シフィノウィシチェ/旧スヴィーネミュンデ、ノベ・バルプノ/旧ノイヴァルプ、ジブヌフ）にて、残されていた戦闘漁船の部品を用い、6隻から7隻程度のトロール漁船が完成、修復、あるいは新造された。
その後、SKS-240シリーズとしてさらに6隻の建造が行われた。SKSは「シフィノウィシチェ大型艇」（Superkutry Świnoujście）の略。
SKS-240Aは、1951年に漁船リバック号（RYBAK）として進水した。同年中にヘンリク・ルトコフスキ号（HENRYK RUTKOWSKI）に船名を改める。1980年、改装に伴い動力付きケッチから動力付きブリガンティンへと種別が改められる。1997年、カピタン・グウォヴァツキ号（KAPITAN GLOWACKI）に船名を改める。
1952年から1955年にかけて、グディニャおよびグダニスクにおいて、戦闘漁船の設計を踏襲しながらも改良を加えたトロール船、B-21シリーズが45隻あるいは46隻新造された
1955年から1958年には、B-21に近代的な再設計を加えたB-25シリーズが24隻新造された。このうち9隻は漁船以外の用途に用いられた。
1958年から1971年、B-25に改良を加えたB-25sシリーズが70隻、次いでB-25s/Bシリーズが3隻建造された。
1972年から1976年、B-25/Aシリーズが62隻建造された。
ポーランドではこの種の漁船を指す言葉として、Ka-eF-Kaが依然として使われているという。
以後はより大型で全く設計の異なる漁船が建造されていくことになる。
なお、1951年から1958年にかけては、戦闘漁船に基づく24m級の漁船と並行して、32m級のシリーズも建造されていた。これはマイヤーフォルム製帝国漁船の設計を踏襲しており、B-11シリーズとして知られた。後継モデルのB-17シリーズは全く異なる船体形状を備えていた。

#### 東ドイツ・ザスニッツの24mカッター船
1951年から1954年にかけて、ドイツ民主共和国（東ドイツ）沿岸部の11箇所の造船所にて、24mシリーズ（24-Meter-Serie）あるいは24mカッター（24m-Kutter）として知られる漁船が59隻建造された。設計はG級帝国漁船に基づいており、基本的に戦闘漁船と同型であったものの、フレームが鋼鉄製ではなく木製であった。このうち15隻はゲールスドルフ型船尾（Typ Gehlsdorf, トランサムスターン）、44隻はダムガルテン型船尾（Typ Damgarten, シュピッツガーター）を備えた。ダムガルテン型船尾を備えたもののうち2隻には、軽金属製の操舵室を含むより大型の上部構造が設けられており、ドイツ民主共和国海洋水路局の調査船として用いられた。残りのものについては、全てザスニッツ漁船団に配属されていた。
全長32mまで大型化されたモデルが練習船として設計されている（SAS 200 NEUES DEUTSCHLAND）。
ほとんど同様の構造を備える17m級カッターも設計されている。

## 戦闘漁船の運用

### ナチス・ドイツ時代の海軍

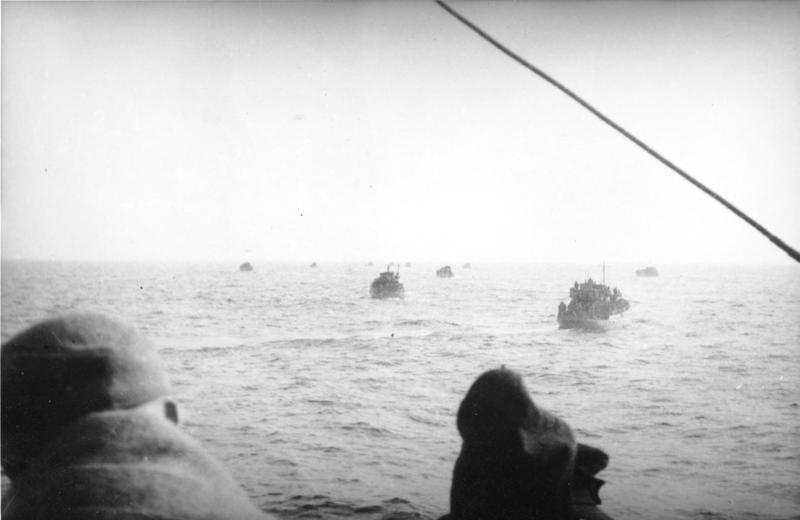
1945年初頭、東プロイセンからの難民を輸送する戦闘漁船

ナチス・ドイツ時代の海軍において、戦闘漁船は主に巡視艇（Wachboote）、掃海艇（Minensuchboote）、駆潜艇（U-Jagd-Boot）として用いられた。また、警備艇として用いられたものは、港湾警備艇（Hafenschutzboot）、哨戒艇（Vorpostenboot）、哨戒保安艇（Vorpostensicherungsboot）などと種別されていた。少なくとも135隻の戦闘漁船が作戦行動中に沈没している。

### ドイツ連邦共和国（西ドイツ）の海軍/政府機関

#### ドイツ掃海管理局
敗戦後、ドイツ掃海管理局（DMRD）の活動の一環として、西側連合軍の指導のもと、300隻の戦争漁船がドイツ、デンマーク、ノルウェー、オランダの沿岸部にて、1947年まで掃海任務に従事した。運用隻数は段階的に削減されていった。
1948年1月1日、DMRDの後継機関としてイギリス指導下のクックスハーフェン掃海隊（MRVC）が設置された。同部隊では数隻の掃海艇とともに3隻の戦闘漁船が運用されていた。1951年7月1日、連邦海上国境警備隊が設立され、MRVCは解散した。

#### 連邦海上国境警備隊
1951年夏に設立された連邦海上国境警備隊では、様々な所有者から戦闘漁船および戦後建造された同型船を引き取った。1951年秋、8隻の戦闘漁船が続けて購入されており、この中には個人所有のヨットとして改装されていたノルトヴィントも含まれた。船体のみが入手された例もある。1952年7月、ハンブルク＝フィンケンヴェルダーにて、イギリス軍が戦利品として確保していたものの中から、15隻分の戦闘漁船の船体を引き取った。このうち、3隻のみが艤装を施され、残りは海上国境警備隊の拡大に向けての予備とされた。ノルトヴィントは航海練習船として運用されたが、残りの10隻は追加の改装を受け、1952年1月から5月まで小型巡視艇（Kleine Wachboote）の種別で運用された。また、このうちの1隻であるW 19は練習船に転用された。
海上国境警備隊のための戦闘漁船の改装は、統一された設計のもと、北海およびバルト海沿岸各地の造船所にて実施された。甲板前方に新設された円筒形の上部構造（記事冒頭のKFK 561号の写真にも見られる）は、海上国境警備隊で運用された戦闘漁船の特徴だった。船体前方には下士官兵向けの衛生設備（Sanitärräume）が増設されていた。円筒形の上部構造は20mm砲を設置できる軽武装プラットフォームを兼ねることが想定されていたが、海上国境警備隊ではこの種の武装は設置されなかった。全ての船は標準的なデッカ159B型レーダー（Typs Decca 159 B）と通信設備を備えた。MODAG製5気筒ディーゼルエンジン（150HP）を搭載し、最大速度は9ノットであった。
1954年、海上国境警備隊の拡張の一環として、確保されていた船体のうち9隻に小型巡視艇としての艤装が施されることが決まった。しかし、ドイツ連邦海軍の設置が決定していたため、ブランク機関は新型艦船の新造を戦闘漁船の整備よりも優先する方針を定めた。そして1954年8月には戦闘漁船の整備計画が放棄され、9隻とも艤装は施されなかった。

#### 連邦海軍
1956年7月1日に連邦海軍が設置された後、海上国境警備隊が運用していた戦闘漁船（巡視艇10隻、練習船１隻）は、全て連邦海軍に引き渡された。これらの巡視艇によって港湾警備船団（Hafenschutzgeschwader）が組織され、1960年には第1沿岸警備船団（1.Küstenwachgeschwader）に改称された。1963年から戦闘漁船の退役が始まり、大部分が売却された。非軍用船舶として最後まで運用されていた戦闘漁船は練習船ノルトヴィントで、2006年に退役した後はヴィルヘルムスハーフェンのドイツ海軍博物館に引き渡され、博物館船として用いられている。

### 戦後賠償
敗戦時に残されていた戦闘漁船のうち、DMRDで必要とされなかったものは連合国軍の戦利品としてイギリスおよびアメリカの当局が管理下に置き、大部分は戦後賠償の一部として戦勝各国に引き渡された。その内訳は、ソビエト連邦（140隻）、オランダ（5隻）、フランス（26隻）、ノルウェー（9隻）、ギリシャ（4隻）、スウェーデン（1隻）である。

### 戦後の民間運用
しかし、戦争を生き延びた戦闘漁船の大部分は民間の事業者によって運用されることとなる。イギリスは後に戦利品たる戦闘漁船を西ドイツへと売却し、アメリカは無償で貸与した。一方、西ドイツではいずれもエンジン出力が低く、交換にも費用が掛かるとして、本来の船主に売却したり、廃船として処分するなどしていた。
293隻の戦闘漁船は、設計時に意図されていたとおり、第二次世界大戦後にドイツ各地の造船所で漁船へと改装され、ドイツの漁業者によって使用された。また、ドイツおよびポーランドでは当初から漁業トロール船として設計された戦後建造型も並行して用いられた。一部は後に観光船やその他の民間事業への転用も行われた。一部の戦闘漁船および戦後建造型は、その堅牢な設計のため長年に渡って運用され、近年でもレジャー用ボート、プライベートヨット、深海釣りトロール船などとして用いられた例がある。

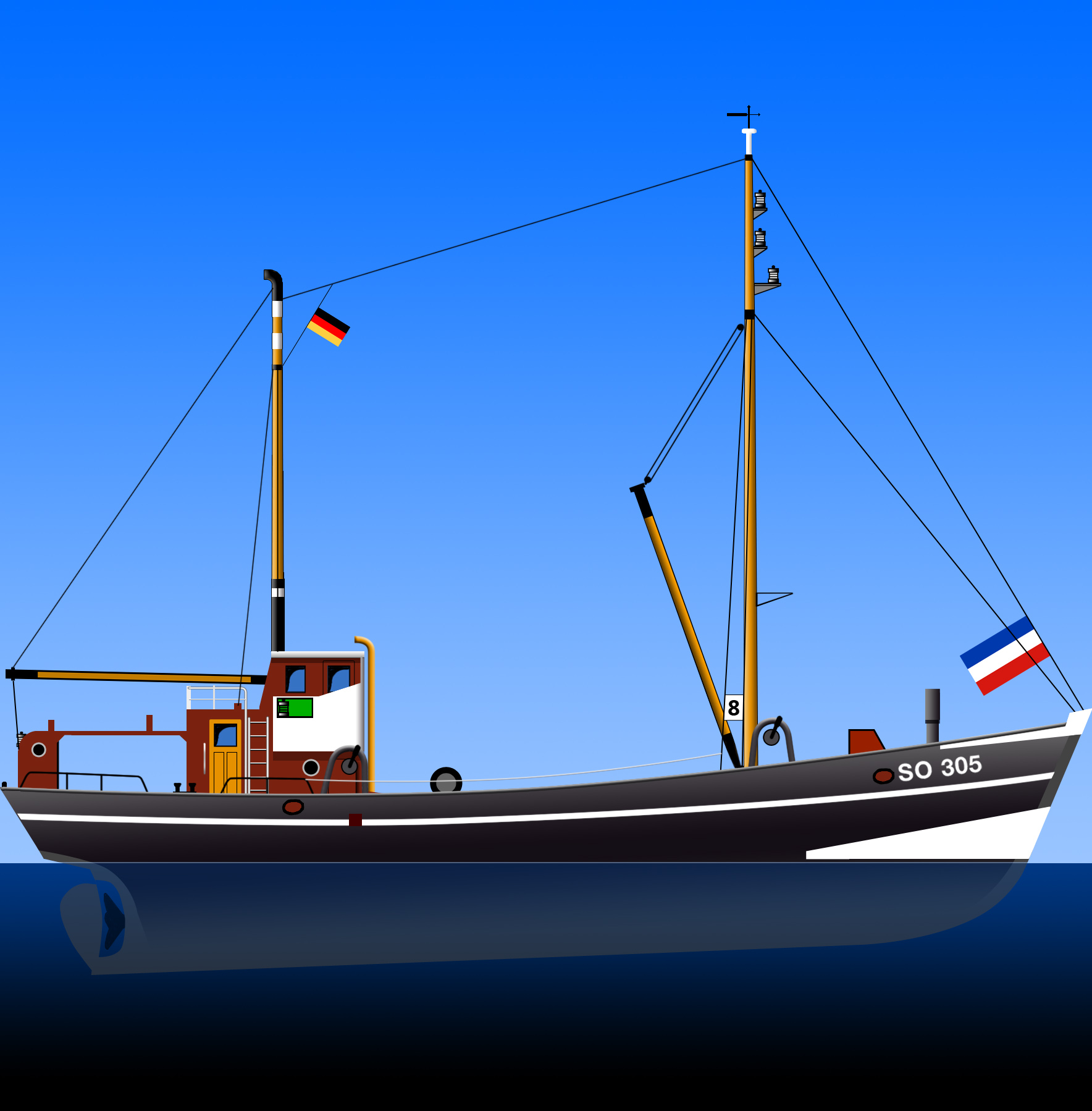
元KFK 356号。1950年代、漁船シルベルモーヴェ号（Silbermöwe）として運用された
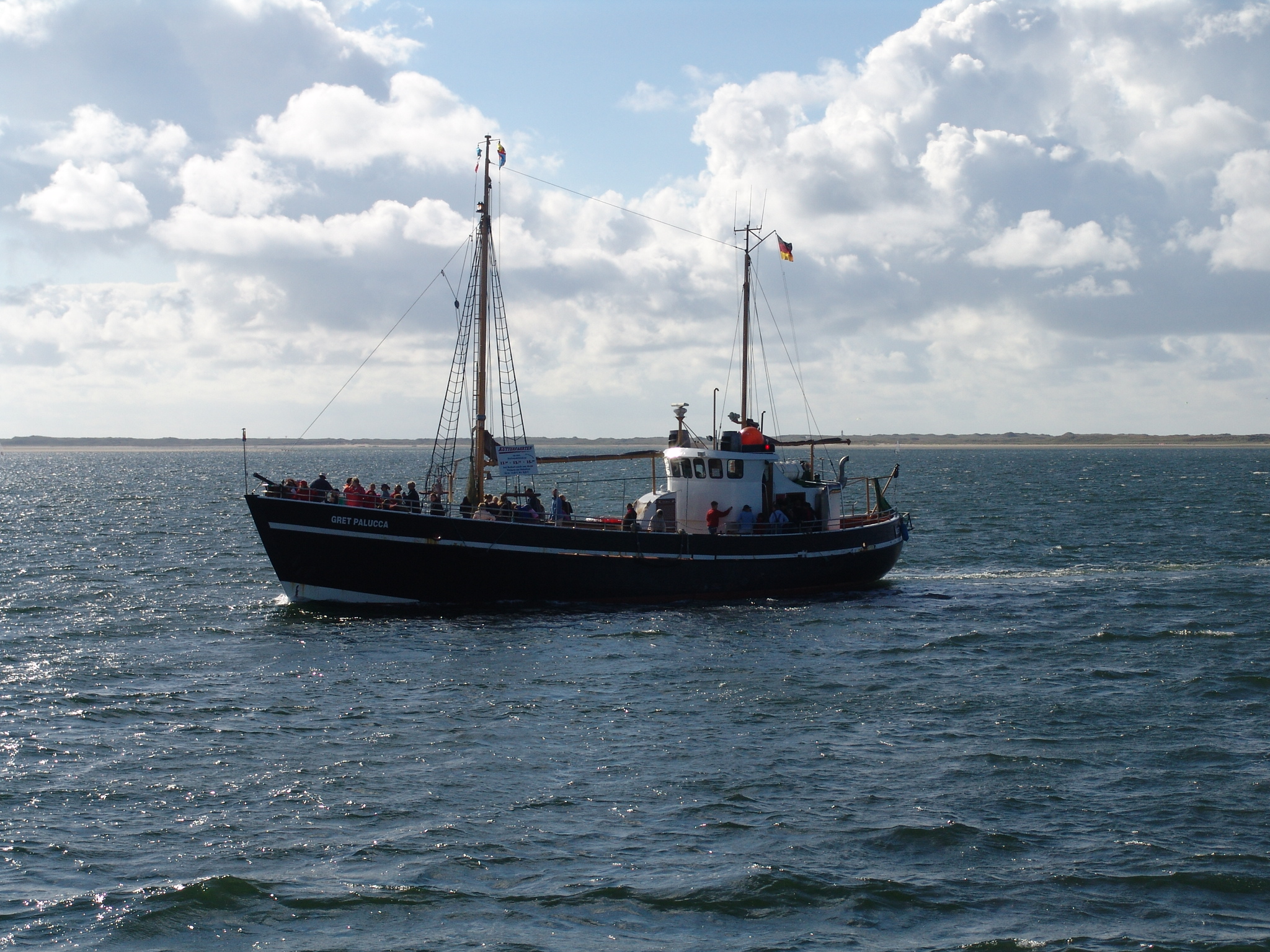
元KFK 138号。遊覧船グレト・パルッカ号（Gret Palucca）。ジルト島にて運行された
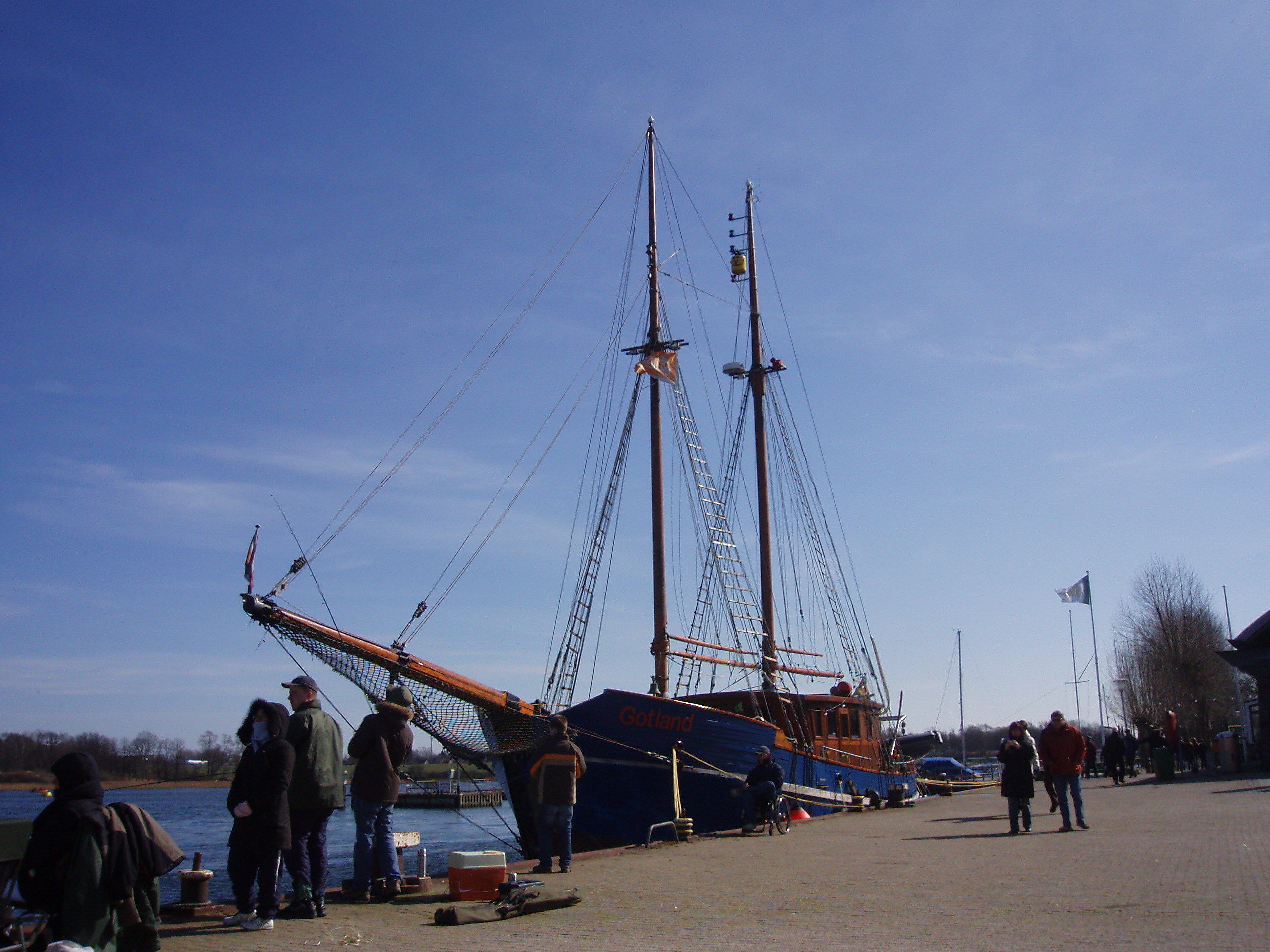
元KFK 146号。スクーナー船ゴットラント号（Gotland）。
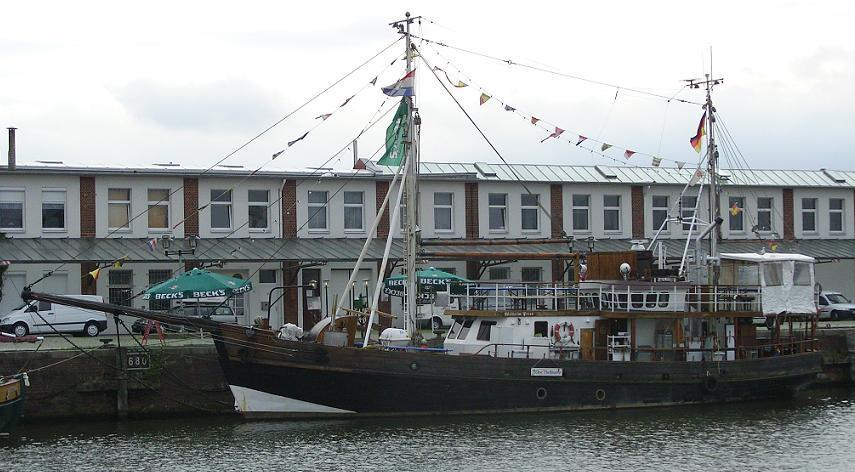
旧KFK 185（ドイツ語版）号。ブレーマーハーフェンの漁港のレストラン船ヴィルヘルム・ペーター（Wilhelm Peter）。
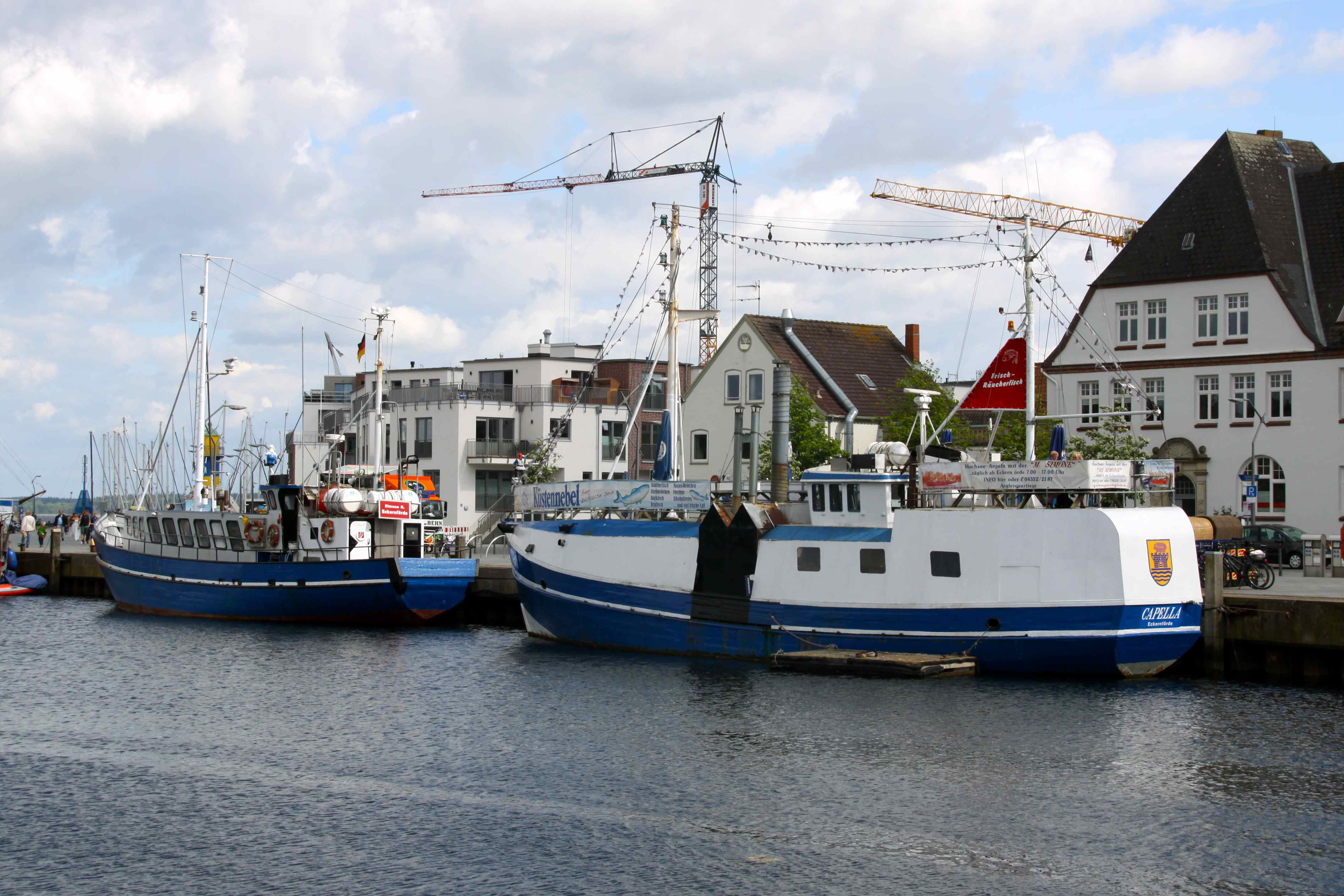
元KFK 488号の釣り船シモーネ号（Simone）と、元KFK 334号の食堂船カペラ（Capella）。エッカーンフェルデにて

トレス・オンブレス（元KFK 634号）は、2009年以来、エンジンを使用せずに大西洋を定期的に航行している唯一の貨物船である。